# Пјомбинара (Рим)
Пјомбинара је насеље у Италији у округу Рим, региону Лацио.
Према процени из 2011. у насељу је живело 8 становника. Насеље се налази на надморској висини од 217 м.